# 未来ロボ ダルタニアス
『未来ロボ ダルタニアス』（みらいロボ ダルタニアス）は、1979年3月21日から1980年3月5日まで、東京12チャンネル（現・テレビ東京）で毎週水曜19時30分から20時（JST）に全47話が放送された、東映テレビ事業部制作のロボットアニメ。

## 概要
本作品は、1976年から1979年までテレビ朝日系列にて放送されていたロボットアニメ「長浜ロマンロボット3部作」の延長線上に位置する作品である。3部作の最終作品である『闘将ダイモス』の早期終了に伴い、本作品は広告代理店として参加していた東映エージエンシーの機転（放送枠の交換）によって、放送局を東京12チャンネルに移す形で放送された。
本作品でも、東映テレビ事業部が企画を担当、アニメーション制作を日本サンライズ（現・バンダイナムコフィルムワークス）に委託するという、「長浜ロマンロボット3部作」以来の制作体制が踏襲されている。東映テレビ事業部企画によるロボットアニメ路線は、本作品以降も『ビデオ戦士レザリオン』（1984年）まで継続されているが、前述した日本サンライズとの提携は本作品で終了。本作品に参加した日本サンライズのスタッフ陣は、番組の終了後に本作品の路線を一部継承した『無敵ロボ トライダーG7』や『最強ロボ ダイオージャ』を制作した。監督（総演出）は長浜ロマンロボット3部作に引き続いて長浜忠夫が務めたが、『ベルサイユのばら』参加のために途中降板し、各話演出であった佐々木勝利が後任を務めた。
物語は、アレクサンドル・デュマ作の小説『三銃士』がモチーフになっている。ストーリーの前半は、王道的な「亡国の王子のお家再興物語」の雰囲気だが、後半に進むに従って専制君主制の矛盾点に目を向ける物になっており、最終的には同じ悲劇を生み出さぬために予期せぬ展開を迎えることになる。またシリアスな作風であった『ボルテス』『ダイモス』などの反省から、本作品では下町コメディの要素も取り入れられた。スタッフには、判りやすく「『てんとう虫の歌』のロボット版を創ろう」との説明もなされた。
本作品では、長浜ロマンロボット3部作に比べ子供向けとなり、美形悪役も登場しないことから『ダイモス』までのアニメファンからの支持は得られなかった。本作品の放送開始から遅れること半月後には、同じ日本サンライズ制作の『機動戦士ガンダム』が始まり、さらに『サイボーグ009』（同作品も日本サンライズ制作）や『科学忍者隊ガッチャマンII』『新・巨人の星II』など、1979年はアニメファン向けの話題作が多かったことも要因の一つとされる。こうした日本国内での評価とは別に、コルピ・フェデリコによると、本作品はイタリアでは大人気番組だったそうで、本作品の「戦時下でも明るくたくましく生きる」という雰囲気は戦時下のイタリアに似ているそうである。

### 商品展開
メインスポンサーであるポピー（現・バンダイ、BANDAI SPIRITS）では、本作品以前の商品はDX超合金とジャンボマシンダー、1,500円前後のスタンダード超合金とポピニカというのが一般的だった。しかし、購買層が少子化と子供のテレビ離れで減少していたため「客数の落ち込みを単価アップでカバー」という方針を採り、「DX超合金 未来合体ダルタニアス」は5,800円と高額な価格設定が施された。玩具業界ではあまりの高額に危ぶむ声もあったが成功、後の高額合体ロボット路線を決定づけるアイテムとなった。もっとも、それ以降もセット商品のみとしての販売だったわけではなく、また本製品も各パーツ毎に分売されており、それぞれ個別の登録商標名や製品コードも与えられている。東映テレビ事業部企画のロボットアニメ路線での商品展開において、こうした分売方式は『機甲艦隊ダイラガーXV』まで続けられた。
翌年には競合他社も追随し、クローバーの完全変形合体、トミーの奇跡合体、野村トーイの戦闘合体などが発売され、「合体もの全盛時代」が現出する。
また、本作品の5.9%という平均視聴率は当時のゴールデンタイムのアニメとしてはかなりの低水準にも関わらず、商業的には成功したため、玩具業界およびアニメ業界では「玩具の売れ行きと視聴率は関係ない」という見解を改めて立証したとしている。
2011年には、完全新規設計の商品として「超合金魂　GX-59 ダルタニアス」が発売された。同シリーズの既出のラインナップと同様に、変形機構とプロポーションを両立した作りとなっており、作中に登場した武器もほぼ網羅した商品構成となっている。同商品は2020年にもリニューアル版（GX-59R ダルタニアス）が発売され、一部カラーリングおよび付属品が変更されている。

## あらすじ
西暦1995年、地球はザール星間帝国の急襲により全滅の危機に瀕していた。しかし、廃墟と化した日本で、助け合いながらたくましく生きる孤児たちがいた。楯剣人、柊弾児、白鳥早苗たちである。
彼らはエリオスの忠臣だったアール博士と知り合い、アトラウスとガンパーという2つのメカを与えられた。巨大ロボット・ダルタニアスに合体するためには、3つのメカが必要なため、ザール帝国と戦いながら第三のメカ、意思を持つライオンメカ・ベラリオスを探すことになる。ついに揃った三大メカは合体、ザールから平和を取り戻すための心強い存在となる。
その際、剣人は実は、過去にザール帝国に滅ぼされたエリオス星皇帝の遺児の息子ということが判明する。だが、この戦いの発端は、エリオス帝国の影の部分にあった。

## 登場人物

### 地球・エリオス側
楯 剣人（）
声 - 古川登志夫、杉山佳寿子（少年時代・第11話）
本作品の主人公。16歳。ダルタニアスのメインパイロット。父・楯隼人がエリオス帝国の王子ハーリンであり、エリオス星の皇位継承者である。幼い頃に船員だった父が行方不明になり、母・君代の実家の東京の下町に移り腕白に育つ。直情径行で喧嘩っ早く、江戸っ子を自認している。正義感が強いがあまり思慮深いとは言えず、主人公らしからぬふるまいも多々ある。自分の血筋のことは全く知らず、べらんめぇ調で喋り、王族の風格や気品とは無縁である。実家はスーパーマーケットを営んでいたが、ザール帝国軍の侵略によって母や姉と死別。孤児となった仲間を従え、ザール帝国占領下の東海地区の闇市でかっぱらいなどをしてたくましく生きていた。
熊寅ら闇市の大人たちから逃げる際に偶然見つけたアダルス基地を再発動させたことから、アール博士によって無理やりにアトラウスのパイロットに選ばれる。その後ベラリオスを蘇らせたことと、胸の十字の光による驚異的な回復能力からエリオス星皇族の末裔であることが判明する。中盤でガスコンらの援軍を得るもののクロッペンの宣言によって道具たるクローンの子に過ぎないとして多くの兵士に寝返られるという苦難を味わうが、それでも「クローンだろうが何だろうが1人の人間であることに変わりはない」という強い信念を持ち続け、その姿勢はその後失脚したクロッペンにも生きる希望を与えている。
柊 弾児（）
声 - 安原義人
17歳。幼いころ、ある事件により父親の九十郎が殺人犯の濡れ衣を着せられ処刑されたため、その無実を証明するべく独自で真犯人を追っていた。だが、そのうちに人違いで警官を襲ってしまったため警察に連行され、少年院に投獄される。隙を見て脱獄するも逃亡中に行き倒れになったところを早苗たちに助けられる。その後、アール博士によってガンパーのパイロットに任命される。孤高の若者で、当初、性格が逆な剣人とは馬が合わず反発していたが、物語が進むうちにお互いを認め合うようになる。投擲の名手で「つぶての弾児」という異名を持ち、戦闘ではそれを活かした精密射撃を行う。
ベラリオス
巨大なサイボーグライオン。メカとしてのデータは#登場メカ/ベラリオスも参照の事。地球のライオンを捕獲しエリオス帝国へ献上して改造したもので、地球へ逃れる最中のアクシデントでアダルス基地とはぐれていた。記憶と野生は残っており、剣人には心を許している。ザールに改造された、かつてつがいだった雌のライオン（メライアン）と戦わされたこともある。メライアンは高性能爆弾を組み込んだベムボーグにされておりベラリオス抹殺のための罠として差し向けられるが、最後にはベムボーグ・セドラとの戦闘中氷漬けにされたベラリオスを救うべく自爆した。その際ベラリオスは彼女の残骸を抱えて悲嘆の涙を流しており、2頭の間の愛は相当深かった模様。
アール博士
声 - 杉田俊也
エリオス王家の忠臣。剣人と隼人（ハーリン）を擁してエリオス再興を果たすべく奔走する。剣人がエリオス星の皇位継承者と判明する前は彼を「剣人君」と呼んでいたが、エリオス星の皇位継承者と判明する後は「若」または「剣人様」と呼び、なんとか剣人を世継ぎとしてふさわしい人物にしようと躍起になるが、剣人にはいつも拒否されてしまう。宇宙船アダルスをアダルス基地として運用し、ダルタニアスの整備などに尽力する。剣人には「じいさん」と呼ばれている。口癖は「なんたること！」。コールドスリープをしていたので実年齢は不明だが外見は60歳程度で、ヒゲも髪も真っ白。当初はエリオス帝国の再興を第一に考えており、地球の人々の事は二の次と見ている節も見られた。ハーリン王子にまつわるクローン疑惑で自身の存在意義を見失い、クロッペンからの「逆賊」呼ばわりに心乱された時期もあったが、ザール帝国軍の非道に対して王家に対する忠誠心よりも人間としての心を優先することを誓い、エリオス皇帝の正当な後継者であるとされた敵と戦った。
白鳥 早苗（）
声 - 潘恵子
剣人たち孤児の集団の母親的存在。16歳。直情径行の剣人や弾児らの抑え役にまわる。芯の強い美少女であり、亡くなった両親が医者だったことから仲間の怪我の治療なども行なう。また、ビキニの水着姿を披露したこともある。
畑 田之助（）
声 - 西村知道
剣人を兄貴と慕う山村出身の少年。身体が大きく力持ちの食いしん坊。その食欲ゆえ、第16話では敵の罠として差し入れられた毒入りリンゴを食べてしまい、危うくアダルス基地を破壊しかけた事もあった。また、かなり惚れっぽく女の子絡みの話も多い。12歳。
軽井 学（）
声 - 井上瑤
いわゆる秀才の少年。12歳。アール博士の助手としてメカの整備やアダルス基地もコンピュータの操作などを行なう。ガメロットの製作に加え、キャノンキュービックやチェーンスライサーなどのダルタニアスの新武装の開発や、風車発電所を開設して街に灯りを点すという街の復興への貢献など数々の目覚ましい働きをしているが子供らしい無邪気さも備えており、第1話でアダルス基地を目覚めさせた張本人でもあったりする。
小丸 次郎（）
声 - 沢田和子
9歳の少年。孤児となって闇市でかっぱらいなどをしていた。剣人を兄貴と慕う。豚のトン助とは雑炊屋で知り合って以来の仲良し。実家は自動車修理工場で、そこで身につけた知識や技量はガメロットの操縦にも活かされた。母親を捜す少年・圭太に道を聞かれ、妬みから嘘を教えて危うく死に別れそうな境遇に追いやりかけた。
トン助
声 - 緒方賢一
次郎のペットの子豚。次郎の働いていた雑炊屋で食べるために育てていたが、情にほだされた次郎がトン助を連れて脱走、そのまま飼うことになった。雑炊屋では太れば食用として屠殺される運命にある事を悟っていたようで、与えられた餌にも手をつけず痩せ細っていた。第14話ではミズカの手下に捕まってサイボーグに改造され、アダルス基地に送り返されて破壊活動をさせられる。だが、次郎の説得により脳波コントロールが乱れて正気に戻り、その後、アール博士により元に戻された。
声優が付いているが喋るわけではなく、緒方が鳴き声を演じた。
おちゃめ
声 - 三田ゆう子
6歳の少女。ザールの侵略によって家族を失った。記憶喪失らしいがどの程度記憶が残っているかは判然としない。自分の名前も思い出せないまま「おちゃめ」と呼ばれる。「〜でしゅ」というやや舌足らずな喋りが特徴で、幼さ故に父母への思慕が強かったり、学校に行く事に憧れたりしていた。
楯 隼人（） / ハーリン王子
声 - 清川元夢
ザールに滅ぼされたエリオス皇帝パルミオンの遺児にして剣人の父親。アール博士と共に宇宙船アダルスでエリオスを脱出するが、途中で隕石群に接触し西暦1945年の地球に不時着。装置の故障で彼のコールドスリープだけが解け、まだ3歳だった彼はアダルスから離れてしまい、親切な養父母によって育てられた。成人してからは過去に見た光景（エリオス帝国）の場を探し求めるために船乗りになったが、ある時遭難した所を近衛隊長の息子ラムズの手により助けられ、そこで自分がエリオス王家の後継者と知る。その後、ザール帝国に捕らえられ、正体は知られぬまま奴隷として労働に明け暮れていたが、他の奴隷たちと共に反乱を起こし脱出、地球へ戻るも第31話で奪取した巡洋艦を沈められ生死不明に。そして第38話で生存が判明し、ついに剣人と再会を果たす。最終回ではエリオス帝国の罪を知って皇位継承権を放棄し、銀河共和国連邦の発足に携わった後に世界を見て回るために外国船航路の船員となる。父として剣人を暖かく見守り、また自身がクロッペンのクローンと聞かされても動じることなく「自身がクローンかどうかは関係ない、平和を切り開いた者にこそエリオス帝国を再興する権利がある」と語るなど王位継承者としての風格と度量も持ち合わせ、それは敵であっても傷ついた者たちを救い、彼らを感服させるほど。その体にはエリオス王族の一員であることを示す王家の証が刻まれており、クロッペンの体にも同じ王家の証があることが中盤の鍵となった。
大熊 寅五郎（）
声 - 飯塚昭三
闇市の顔役で通称「熊寅」。植木屋か鳶職のような格好をしている。たびたび闇市で盗みを働いたりしていた剣人たちを怒鳴り散らす反面、情にほだされやすい。第3話で剣人たちが敵の監視ロボットを撃退したことを聞いてからはよき協力者となった。戦火で妻を失っている。闇市の住人では唯一、最終決戦まで同行し宇宙にまで行った。美人に弱い。
ガスコン
声 - 小林修
第23話より登場。かつてエリオス帝国に与していた歴戦の戦士。豪放磊落な性格で「銀河の虎」という異名を持つ。剣人と知り合い100万の兵を連れてザール星間帝国に反旗を翻し、虎型メカの背中に人形の上半身が載った形の専用メカを駆りザール軍団と戦う。第33話で「ハーリンが自分のクローン」とのクロッペンの発言がきっかけで連れていた部下たちの多くがザール側に寝返る事態となり、裏切った兵士たちの攻撃を身を挺して食い止め散っていった。
キケロ
声 - 桜本晶弘
第36話に登場したガスコンの部下。ガスコンの死後、彼の部隊全てを引き受ける。一時は部下たちの離反を前に再起のために故郷へ帰ろうとしており、帰る場所がなくなった剣人を誘おうとするが、たった一人でもザール帝国と戦う剣人の姿勢に触れて共に戦う道を選んだ。
クレイタス
声 - 大木民夫
第21話に登場。エリオス星皇族がザール星間帝国に反旗をひるがえしたと聞き、協力しようと地球にきたエリオス第38惑星歴戦の英雄。専用の戦闘機を駆り、ザール軍団と戦ったが戦死する。彼は最期に、剣人たちに宇宙全体に反ザールの動きが出てきたという事実を知らせる。
パルミオン皇帝
声 - 千葉耕市
作中に何度もアール博士の台詞で登場するエリオス星の皇帝。ザール軍の攻撃で命を落とす。その姿は第35話のアールの回想のなかで初めて登場、アール博士にエリオスのことを託し絶命した。本作品の音響演出である千葉耕市が声を担当した。
キャティーヌ
声 - 渋沢詩子（第30 - 34話）
30話より登場。宇宙の名門プロキシア王国の王女。剣人がエリオスの皇帝候補という事で彼の妃になるべく接近し、その思いのあまり早苗たちを好く思っておらず見下していた。特に剣人が自分の方を見てくれないのは早苗のせいと考え激しくぶつかる。護身用ロボに搭乗しベムボーグ相手に剣人と一緒に戦ったが、剣人の心を確かめるためわざと敵に捕まったりと剣人を好き放題振り回したりもした。脱出の際ボイダーの部下を人質に取りボイダーを銃で撃つなど非常に強気。剣人がクローンの息子（真実は違っていたが）と聞くや「このままでは皇帝陛下の妃にはなれない」と絶望した末に冷たく切り捨て、さらには保身のためスリマ将軍と結託して殺そうと計画までし剣人の怒りを買うが、最終的にはガスコンの言葉を思い出した剣人の広い心で許された。
ジュデラ
声 - 鈴木れい子（第30、32 - 34話）
キャティーヌの乳母。キャティーヌを将来の皇帝の妻・妃にしようとする。わざと敵に捕まれとキャティーヌに進言するなどキャティーヌを妃にするために躍起になっており手段は選ばない。キャティーヌと同じく剣人を見捨て、スリマ将軍と結託し殺害までも計画したが失敗、剣人の怒りを買う。最終的には剣人に許された。

### ザール星間帝国
クロッペン
声 - 市川治
ザール星間帝国の地球侵略部隊総司令官。回によってはザール星間帝国銀河系外周星域総司令官とされた。仮面で顔を隠していたが後に素顔を出す。その素顔はハーリン王子そっくりで、「自分こそがエリオス帝国の後継者でありハーリンは自分のクローン」と宣言してアール博士たちエリオスゆかりの者たちを驚愕・混乱させた。
だが、真実はクロッペンこそがハーリンのクローンであり、ハーリンがエリオスの真の後継者だった。ドルメンはエリオス帝国の名を利用して他の星々を従わせようと考え、エリオスを裏切ったナミール博士が連れてきたクロッペンを帝国の後継者として育てたのだった。クロッペン本人はこうした裏の事情を欠片も知らされておらず、この真実に衝撃を受ける。作品中ではクローンは紫外線に弱く皮膚が変質するという設定で、クロッペンの体に刻まれた王家の証は日光によって消滅した。クローンであることが発覚した後は他の将軍たちや親衛隊からも見放された上に保身のための道具として売り渡されそうになり、その際の剣人の言動を通じて1人の人間として目覚めダルタニアスとの決闘に臨むが、そこでザール皇帝にクローンであることを理由に切り捨てられたため、ついにザールと決別した。
最後の戦いにおいてツインボーグ・ブロンゾルの攻撃で致命傷を負い、その前に敵の罠で瀕死状態となっていたハーリンを救うため自分の臓器を提供することを決意、重傷の体を押して生命維持装置を外しその誇りと覚悟を見せ、壮絶な最期を遂げる。
専用のベムボーグ・デスダークを駆り自らダルタニアスと戦うこともあった。
黒豹ノヴァ
クロッペンにいつもついているメカ黒豹。第26話で巨大サイボーグ強化手術をうけベムボーグ・ジャガーボーグとなるが、超電子イレーサーで焼き殺された。
プロザルス将軍
声 - 飯塚昭三
ザール星間帝国の地球侵略部隊将軍。恐竜（ティラノサウルス）のような姿をしている。攻撃的な性格で配下のベムボーグも強力なものが揃っていた。第27話でダルタニアスが月面に攻め込んできた際にこれを迎え撃つが、爆発したベムボーグ・テラガメドンの破片が戦艦に突き刺さり爆発、戦死する。
ボイダー将軍
声 - 西村知道
ザール星間帝国の地球侵略部隊将軍。岩石のような顔を持つ鉱物生命体。短気で怒りっぽい性格で勝利のために配下のベムボーグを自爆させることもある。クロッペンが失脚した後はネシアが後任に就いたことをよしとせず、その座を奪おうと目論むも功を焦ってクロッペンと剣人の決闘の場に乱入。クローンであることを理由に、切り捨てられたクロッペンが現れた際に抹殺しようとしたが、逆に返り討ちに遭い殺された。
カブト将軍
声 - 黒部鉄（現・屋良有作）
ザール星間帝国の地球侵略部隊将軍。虫のような顔をもつ昆虫人間。第2話から登場し、殺された大将の替わりに指揮を担当する。演者である屋良が他のゲストを演じることが多く、カブト将軍の演じ方が変わることが多い。大将があっけなく死んだ割に彼は悪運が強いのか、母艦が木っ端微塵に吹き飛んだのに生還したり、弾児に命を狙われた際に銃の狙いが外れ生き延びたりしている。最後はツインボーグ・ブロンゾルに乗り込みダルタニアスと戦ったが力及ばず戦死。
ミズカ将軍
声 - 緒方賢一
ザール星間帝国の地球侵略部隊将軍。水生生物型宇宙人で陰湿な性格。ロボットのボディのカプセル状になった頭部に入っている一つ目のクラゲのような生命体が本体。本体の収まった頭部は分離可能である。最後はザール星に攻め込んできたダルタニアスに対し戦艦で出撃、応戦したが乗艦を火炎十文字斬りで叩き斬られ爆死する。クラゲのような外見通りにフニャフニャした、頼りない声が特徴。他の将軍たちに比べ、喜怒哀楽が激しく表情豊かである。
ネシア将軍
声 - 沢田和子
ザール星間帝国の地球侵略部隊将軍。植物の花びらのような髪をした女性(?)。植物らしく自分の体を株分けして分身を作る事も可能。部下を変装させ潜入作戦を行うなど搦め手の戦い方が多い。後に失脚したクロッペンに替わり総司令官となるが、戦闘の際はヒステリー気味にいいかげんな指令を出すばかりで、まともに司令官としての任務を果たせないまま最終決戦でザール要塞もろとも砕け散った。
ザール軍兵士
声 - 西村知道、黒部鉄、安原義人 他
ザール星間帝国の兵士。プロザルス、ボイダー、カブト、ミズカ、ネシア、クロッペン各将軍別の容姿をした兵士を使役する。各将軍の配下は同じ一族である。
ナミール博士
声 - 小野丈夫（第33、40、41話）
エリオス王国の生体学者だったが、ザールに寝返る。ハーリンのクローンを製作した人物で、クロッペンと結託し楯隼人がクローンでクロッペンこそがハーリン本人であると語り、銀河の勇士たちを混乱させた。最後にはエリオスの秘密を知られていることを危険視したドルメン大帝により抹殺されてしまうが、その直前にメッセージビデオを地球に送っており、そこからクロッペンの真実が明らかにされた。
スリマ将軍
声 - 木原正二郎（第34話）
ガニム星出身の実力者でガスコンと共に地球に来た将軍の一人。典型的な小悪党であり、クロッペンが本物のハーリン王子だと聞くや真っ先にガスコンを裏切り、ザールに取り入って高い地位に就こうとした。クロッペンよりツインボーグ・バロームを借り、キャティーヌを人質としてダルタニアスを倒そうとして反撃に遭い、乗艦ごと葬り去られた。上手く立ち回っていると自身では思っていたが、クロッペンは捨て駒としか見ていなかった。
ドルメン大帝
声 - 藤本譲（31話 - ）
ザールの皇帝。
最終回では彼自身もパルミオン皇帝のクローンであったことが明らかになる。エリオス帝国では皇位継承者の王子が生まれるたびにエリオス皇帝の血筋を絶やさず、その玉座を守るために王子の細胞から影武者としてクローンが作られており、成長すれば家畜以下の飼い殺しの生活を強いられた。皇位継承者の不測の事態にはクローンは移植用臓器の供給元として容赦なくその身を切り刻まれ、皇帝が不慮の事態で死ねば影武者として利用され、次期皇帝が決まれば殺されるという家畜以下の悲惨な境遇に置かれていた。
多くのクローンの恨みを晴らすべくエリオス帝国を滅ぼし、オリジナルのパルミオン皇帝の一子、ハーリンのクローンであるクロッペンと同じ境遇でありながら道具として利用してまでも銀河全体の支配をも目論んだ。彼の行為は復讐とはいえ、クローンの扱いに不満を持ってクーデターを起こしたことに変わりはなく、このことを踏まえて隼人（ハーリン）はクローン関連の法律を撤廃すると共に、帝国の解体を決断したのである。

### ゲストキャラクター
先代カブト将軍
声 - 西村知道（第1話）
第1話でクロッペンに粛清されたカブト族の大将。クワガタの大顎のような立派な角が頭部についている。彼の死により副将が一族の指揮をとることとなる。佐倉満著『アニメロボット大全科』（秋田書店）などの一部文献では「バルス将軍」と称されている。
司令官
声 - 黒部鉄（第1、2話）
第1,2話のみ登場した司令官。監視ロボットを率いる。アトラウスとガンパー初戦の相手となったが敗北、作戦失敗をクロッペンに責められ、乗艦を爆破され抹殺された。魚のヒレが付いた半魚人のような姿だが、同じ水棲生物系のミズカ将軍との関係は不明。これも文献によっては「魚類将軍」とも称されている。
森田みどり
声 - 北浜晴子（第8話）
おちゃめを養女として引き取りたいとやってきた女性。その正体はネシアに根分けされた高等植物生命体であり、おちゃめを人質に取ってダルタニアスを苦しめた。火に弱く、最後はガメロットの火炎放射で倒された。
圭太（）
声 - 松金よね子（第9話）
ザールの地球侵攻の際、母親と離れ離れになってしまった少年。母親と再会するため闇市付近にやってきた。道を聞かれた次郎が「自分の母親は死んでしまったのに」との嫉妬心から嘘を教えたことで母親と会うのに手間取ってしまう。
圭太の母親
声 - 友近恵子（第9話）
本来なら、もう少し早く息子と再会できる筈だったが、次郎の妬みが原因で死に別れる寸前に追い込まれかけてしまい、危うくベムボーグ・ガイガルの作り上げた蟻地獄に巻き込まれる寸前になった。
サブ
声 - 石丸博也（第10話）
弾児のかつての仲間。弾児とは少年院で知り合い、ともに脱獄を企てた。弾児と別れた後は闇市で強盗を働いていた。再会した弾児を「人殺しの息子」呼ばわりするなど荒れていたが、ベムボーグ・ガルガドンの攻撃から救われたことで心を入れ替え、真面目に働くことを誓う。
柊九十郎
声 - 青野武（第10、25話）
弾児の父で石つぶての名手。職業は猟師だったらしい。豪商を殺したという無実の罪で投獄され、絞首刑に処された。刑執行の前に真犯人の首に石つぶてで傷をつけたことを手がかりとして弾児に伝える。
岸田の息子
声 - 山下啓介（第11話）
幼い剣人をいじめていたいじめっ子。2人兄弟である。2人がかりの卑怯な手で剣人と対決するが、最後には「自分が苦しい時は相手も苦しい、根比べは先に音を上げた方が負ける」「男らしく最後まで戦え」との祖父の教えを胸に刻んだ剣人に打ち負かされた。
岸田（）
声 - 雨森雅司（第11話）
息子とともに剣人をいじめていたとんでもない大人。いつも凶暴なブルドッグを連れている。
楯 一人（）
声 - 千葉耕市（第11話） / 千葉順二（第32話）
隼人（ハーリン）の養父であり、隼人が家庭を持ってからは仕事柄めったに家に戻らなかった彼の代わりに祖父として剣人を育てた。生粋の江戸っ子かつ喧嘩の名人で職業は凧絵師。剣人の現在の性格は一人を見習ったものである。心臓に持病があり、いじめっ子に挑む孫のために病を押して対決を見守るなどその愛情は深かった。
あやめ
声 - 滝沢くみ子（第13話）
田之助が街で出会い、恋した少女。戦災で失った家の再建中で、田之助はその手伝いをすることになる。
あやめの母
声 - 荘司美代子（第13話）
春雪（）
声 - 白石行長（第13話）
あやめの従兄の青年。やたらにあやめにやさしくしていたため、田之助は「あやめの恋人では?」と勘違いし警戒していた。美形だが力はなく、戦闘で瓦礫の下敷きになったあやめの母の救出に難儀し、田之助はここでも一肌脱ぐ事になる。
雑炊屋
声 - 野本礼三（第14話）
かつて次郎が働いていた雑炊屋の主人。トン助を太らせ食べようとしていたが、いっこうに餌を食べようとしないトン助にいらだち、その責任を飼育係だった次郎に押しつけたりしていた。
運転手
声 - 加藤治（第16話）
アダルス基地に差し入れと称して大量の果物を運んだトラック運転手。実はネシアの部下で、食べた者を凶暴化させる宇宙植物・ガルガの実を果物に仕込んで剣人たちを内部から混乱・壊滅させようという作戦だった。
校長
声 - 神山卓三（第17話）
復興した学校の校長。おちゃめの入学を認めたが、その正体はプロザルス将軍の部下403号であり、学校のチャイムの音で子供たちを操り剣人の暗殺を謀る。
井上かおり
声 - 喜多道枝（第18話）
田之助の恋した女性二人目。生き別れの兄を捜しつつ闇市で泥棒をして生活していた。田之助との出会いで生きる希望を取り戻し、自分を守ってベムボーグ・グラーグの放った病原体に冒された田之助を救うべく自らワクチンの原料となるグラーグの体組織を入手する活躍をした。戦闘後は改めて兄の捜索に向かうことを決意し、田之助に感謝のキスを贈った。
竹内元一（）
声 - 鈴木れい子（第19話）
蝉取りにでかけた次郎が出会った少年。武内の息子。獲った蝉の一匹がベムボーグ・ゼミナルだったため次郎ともどもピンチになるが、過去の過ちを繰り返すまいとした父の命がけの行動で救われた。
元一の父親
声 - 納谷六郎（第19話）
元一の父。学校が壊れてしまったため青空教室を開いていた。過去に息子を思うあまり、遠足の最中に引率していた生徒たちと離れて帝国の攻撃で炎上する家に息子の救助に向かい、生徒たちが皆殺しにされてしまうという大きな後悔を残す事件を引き起こしている。
教育ロボ
声 - 西尾徳（第22話）
いつまでたっても帝王学の勉強を始めない剣人に対しアール博士が作った教育ロボット。やかましく騒ぎ立て剣人を追い回す。逃げ出した剣人を探している時にザール軍に捕らえられ暗殺者に仕立てられるが、すんでの所で安全装置により機能を停止。その後、アール博士の手で修復され、最後にはベムボーグ・バライアンとの戦闘でダルタニアスを救うべくバライアンをコントロールする敵の基地に突入し散っていった。
隊長
声 - 池田勝（第22話）
カブト将軍の配下。ベムボーグ・バライアンを指揮し攻撃を仕掛けてきた。
山川先生（）
声 - 小林勝彦（第25話）
海南臨時病院の眼科医で立派な人物だと有名な医師。弾児の父・九十郎の事件の秘密を知る。実は借金苦から豪商を殺した真犯人であり、自分の家族を守るために偶然居合わせた九十郎に罪を着せる形になってしまったことをずっと悔やんでいた。弾児に真実を告げた後、せめてもの贖罪のために自首を決意するが、それを果たす前に敵の攻撃からおちゃめを庇って命を落とす。
老人
声 - 小野丈夫（第25話）
息子を失い、孫と二人で暮らす老人。山川医師に孫の目を見せに来た。
少年
声 - 白川澄子（第25話）
老人に連れられ山川医師のもとにきた少年。目が不自由だったが、山川の治療で目が見えるようになった。
ラムス
声 - 黒部鉄（第31、32話）
ハーリンとともにザールの奴隷として生活していた、エリオス帝国近衛隊長マリポールの息子。ハーリンの話を剣人たちに語る。
近衛隊長マリポール
声 - 千葉耕市（第32話）
エリオス王国近衛隊長。王国滅亡の際に自害しようとしたが、アール博士達の生存を聞き宇宙に逃れ、アールを探し旅をしていた。偶然にも地球で船乗りをしていたハーリンを発見、保護したがその直後にハーリン共々ザールに捕まってしまい、奴隷として強制労働を強いられ、その苛酷な労働に耐えきれず息子に後を託し亡くなってしまう。
銀河の勇士たち
声 - 中村武巴、藤本譲 ほか（第33話）
ガズコンの呼びかけに応じて、反ザールの旗の下に集った銀河の勇士たち。
正坊
声 -青木和代（第35話）
収容所の子供たち
声 - 向殿あさみ / 芝夏美（第35話）
荒廃した街の避難民収容所にいた子供たち。彼らの存在は自分の存在意義を見失い失意の底にあったアール博士に希望を与え、クロッペンの攻撃に晒されるも反ザールに再び立ち上がったアール博士に救出される。
防衛長官
声 - 岸野一彦（第36話）
地球防衛軍の長官。防衛軍の戦力ではザール軍には抵抗できないと判断し、「剣人の身柄と引き替えに地球から手を引く」というクロッペンの提案を策略とも知らずに受け入れ平和条約を結ぶ。この事態に「このままでは地球全体をも敵に回す事になる」と考えた剣人は仲間たちだけでも守ろうとたった1人でザールを倒すべく出撃するが、クロッペンはその隙を突いて一方的に条約を破棄し攻撃を開始した。
船長
声 - 水鳥鉄夫（第37、38話）
外国人。日本近海でザール軍に襲われた難民船の船長。具体的な出身国がどこかは作中では語られていないが、祖国を破壊されてしまい国を捨ててアダルス基地を頼って日本に来た。その後、日本に来る途中で楯隼人のカプセルを見つけ、剣人に父の生存を伝えた。その後は闇市で生活しているらしい。
街の男
声 - 広森信吾 / 二又一成（第37話）
アダルス基地を頼って日本に来た難民船の者が熱病で倒れたことが伝染病ではないかと考え、暴徒と化し難民船に火をつけ、難民を皆殺しにしようとする。
隊長
声 - 笹岡繁蔵 / 西村知道（第39話）
クロッペンとカブト将軍の作戦により、投降したと見せかけ隼人を暗殺しようとしたザール軍の兵士たち。基地のブリッジを集団で占拠するが「自分が倒れてもその志を継ぐ者が必ず現れる、だからこの命惜しくはない」との隼人の体を張った説得に心を打たれて共に戦うことを決意する。だが、それを裏切りとみなされカブト将軍の虐殺に遭い、そこから生き残った者たちは宇宙船でカブト将軍の乗艦に特攻し反撃の突破口を開いた。
ザルバ
声 - 桜本昌弘（第43話）
惑星プシロの司令官。奴隷惑星マリオスで隼人と一緒だった男。反ザールのため立ち上がったが、戦力が貧弱なためザール軍の前に部隊は全滅、本人も戦死してしまった。
カマル
声 - 政宗一成（第45話）
声のみで登場した惑星カマル出身の宇宙艦隊司令官。反ザールに立ち上がりダルタニアスを援護した。
タロス星域艦隊司令官パメラ
声 - 藤本譲（第46話）
バレナス星域司令長官ライダル
声 - 西村知道（第46話）
トマル星域司令長官ギリオン中将
声 - 屋良有作（第46話）
ロドリア星域司令長官ミューム少将
声 - 井上瑤（第46話）
バーデン星域司令長官サイアン
声 - 安原義人（第46話）
それぞれ対ドルメン戦に向け宇宙中から結集した勇士たち。最終決戦の最中、ザール要塞の光熱波バリアーの前に全滅してしまう。

## 登場メカ

### 地球・エリオス側の戦力
ダルタニアス
頭頂高56メートル、重量678トン。アトラウス・ガンパー・ベラリオスの三体のメカが合体して完成する巨大ロボットである。合体のコールは「クロス・イン」。機体各所にあしらわれた十文字の紋章が合体時にも浮かび上がり、文字通りクロス（十文字）で合体していた。合体時にデルファイター側のコックピットから頭部内の専用コックピットへ移動するシーンが見られる。
当初はシグマエネルギーで駆動していたが、出力強化のため超空間エネルギーに切り替えている（29話以降）。これにより火炎剣の出力が上昇し、火炎アタックの使用が可能となった。エネルギーを解放することで敵の攻撃や爆発などのエネルギーを変換して蓄えることも可能で、そのエネルギー容量は、およそ恒星一個分程度蓄えられるという。
ダルタニアスの名前は三銃士の主人公「ダルタニャン」が由来とされる。
胸部にライオンの顔を備えた巨大ロボットの先駆けとなっており、その後のアニメや特撮作品におけるスーパーロボットのデザインに影響を与えている。
武装
超電磁イレーサー
胸のベラリオスの口から発射される火炎状のエネルギー。初期のホールド技。
トランセイバー
右腰のバルジが変形する剣。火炎剣が常時使用できないために装備された接近戦用武器。強化後も状況に応じて使用している。
トランシールド
左腰のバルジが変形する盾。トランセイバーと併用することが多い。
ダブルナックル
前腕を射出するいわゆるロケットパンチ。
シグマビーム
肩と膝の十文字の紋章から撃ち出すビーム。通常は4つの紋章のビームが重なり発射されるが、単体での発射も可能。ソノシートドラマでの呼称は「ポワトロンビーム」
ライサンダー
右腕からせり出すボウガン状の武器。射出される矢はビームではなく実体で、連射は不可。
ジャイロスピンナー
両前腕から出現する複数のブレードを回転させ敵を攻撃する。ダブルナックルとの併用も可能。ブレード周辺をリング状に外す事も可能。
ガトリングフラッシャー
通常はアトラウスの専用武器だが、第34話にてキャティーヌへの脅しとしてダルタニアスがこれの発射態勢をとっている（実際には発射していない）。ダルタニアス形態での使用が本当に可能かどうかは不明だが、唯一合体前と共通している武装である。
火炎剣
ダルタニアス最大の武器。ベラリオスの放出する火炎状のエネルギーを剣の形に固定したもので、フランベルジュとなっている。その切っ先は2kmまで伸ばすことができる。この剣を用いる必殺技が火炎剣・火炎十文字斬りである。強化前はエネルギーを消費するため長時間の使用は出来なかったが、動力源が超空間エネルギーに切り替わったあとは常時使用が可能となった。
強化後追加武装（29話以降）
キャノンキュービック
腕のバルジから連装砲が出現し、そこからエネルギー弾を放つ。
チェーンドライザー（チェーンスライサー）
右腰のバルジが変形する鎖鎌。主に敵の動きを止めるときに使用する。右腰のバルジにある関係上、トランセイバーとの同時使用は出来ない。
火炎アタック
火炎十文字斬りの前に帯状の火炎で敵の動きを封じるホールド技。
アトラウス
楯剣人が操縦する人型ロボット。頭頂高38メートル、重量280トン。頭部にコクピットを兼ねた戦闘機デルファイターが合体する。ダルタニアスの顔、肩、上腕を構成する。顔はダルタニアスとほぼ同じだが、デルファイターの翼がより単純に変形している。合体後と共通武装はほとんどなく、パンチを主体とした肉弾戦を中心とした戦法をとる。単体で飛行能力を持たず、ガンパーにぶら下がったりベラリオスにまたがることもあった。
武装
ハンドスライサー
カタール状の握り剣。
ガトリングフラッシャー
肘を折り露出した上腕の断面から放つ連装機関砲。
シュレッダーパンチ
腕の4つのバルジからカッターエッジを出し殴る。
ブーメランカッター
ハンドスライサー2振りを組み合わせたブーメラン状の武器。
ガンパー
柊弾児が操縦する重戦闘機。全長40メートル、重量155トン。機体下部にアトラウス用のグリップハンドルが存在し支援戦闘機としての側面も持つ。パイロットの能力により射撃を得意とする。機体後部にダルタニアスの腕を内蔵し、両脚と両腕を構成する。
武装
パルス誘導ミサイル
機体両脇から出現するミサイルポッドから発射される特殊ミサイル。
連射ミサイル
パルスミサイル同様、ミサイルポッドから発射される。こちらは通常のミサイル。
ガンパーカッター（アタックソード）
機体前部に展開する白兵戦武装。
パワーハンド
機体上部、合体後のすねにあたる部分が伸展するロボットアーム。
アイアンクロー
同上。先端のアタッチメントが爪状。
ダブルドリラー
同上。先端のアタッチメントが2つのドリル。
ベラリオス
第2話から登場する（本格的な活躍は3話から）。意志を持つライオン型サイボーグ。体長29メートル、重量195トン。もとはエリオスの調査員が資料として捕獲した地球の雄ライオン。ダルタニアスの胸、胴体、大腿部を構成する。自分の意思でダルタニアスから分離したこともあった。（#登場人物/ベラリオスも参照の事）
武装
中性子ミサイル
背中のウェポンユニットから発射される特殊ミサイル。
ベータ（β）ビーム（ヒートビーム）
口から発射される熱光線。ソノシートドラマでは「ビービーム」と呼称。
ショックビーム
両目から発射されるビーム。

デルファイター
アトラウス/ダルタニアスのメインコクピットとなる小型戦闘機。全長5.3メートル、重量500キログラム。マッハ3.8で飛行可能。通常時、及びアトラウスコクピット時の翼部分はダルタニアス合体直後に3重のヒンジを展開することで頭部変型を完了する。強力な武装はなく、主に偵察等で使用される。
ガメロット
コメディリリーフとして登場する亀型サポートメカ。基本色はオレンジで、赤い頭の親亀・黄色い頭の子亀・ピンクの頭の孫亀が積み重なった姿をしており子亀の頭に搭乗口がある。学がアール博士を騙してコッソリ基地内で製作した。コメディ担当メカで戦闘ではあまり活躍していないが、日常での足になったり、祭りの山車になったり、救助や収容作業に活躍するなど主に戦闘時以外のシーンでの活躍が多い。動力は主に人力。翼とプロペラを展開して飛行することもできる。主な武装はイガグリ爆弾、パチンカーミサイル、ワイヤー、放水攻撃などで頭部を飛ばしてぶつける事も可能。
アダルス
エリオス星の宇宙船で、アール博士たちが脱出した際に使用したものをダルタニアスの母艦として運用している。艦首右にアトラウスを、左にガンパーを収納している。ベラリオスは近くの森林に待機している。
艦内には前述した各マシンの格納庫とダルタニアス用のメンテナンスルーム、寝室などの生活施設、コールドスリープ用カプセルなどがある。また、手術室も艦内にあり、ここで臓器移植手術を行っている。
元は民間の宇宙船のため、強力な武装は施されていないが、防御用のバリアを展開することができる。

### ザール星間帝国の戦力
ベムボーグ
他の惑星の動物を戦闘用サイボーグに改造した戦闘用改造兵器。後に2体（もしくは3体）のベムボーグが合体して誕生するツインボーグが登場する。
基本的に生物を改造した兵器であるが、脳改造を施しているため、自我は抑えられている。パイロット搭乗型であるロボットもベムボーグと呼ばれている。
ザール地球攻撃軍移動要塞
ザール軍が所有する宇宙要塞。それぞれの司令官用の要塞が存在する。通常は月面の裏側に駐在。

## スタッフ
- プロデューサー - 江津兵太（東京12チャンネル）、飯島敬、鈴木武幸（東映）
- 原作 - 八手三郎
- 連載 - 小学館学年雑誌、てれびくん、テレビランド
- 音楽 - 筒井広志
- 主題歌 - 小林亜星
- 企画協力 - 秋野紅葉（Y&K）
- キャラクター原案 - 聖悠紀、金山明博
- メカニック設計 - サブマリン
- アニメーションキャラクター - 金山明博
- 総演出 - 長浜忠夫
- 監督 - 佐々木勝利
- 制作担当 - 岩崎宏美、中川宏徳
- 動画チェック - 上梨一也（1-20話）→大原和男（21話-）
- 音響演出 - 長浜忠夫（1-20話）→千葉耕市（21話-）
- 効果 - 佐藤一俊
- 選曲 - 千田啓子
- 調整 - 飯塚秀保
- 音響制作 - クルーズ
- 録音 - セントラル録音
- 編集 - 井上和夫、小長谷八郎（1-36話）→小松みどり（37話-）
- 現像 - 東京現像所
- 設定助手 - 加瀬充子（1-28話）→戸部尚代（29話-）
- デザイン協力 - 出渕裕
- 設定制作 - 野崎励宏（1-26話）→原屋楯男（27話-）
- 脚本監修 - 長浜忠夫
- 基本設定 - 宮野隆
- 美術 - 内田建彦
- 製作協力 - 東北新社（※ノンクレジット）[14]、日本サンライズ
- 制作 - 東京12チャンネル、東映、東映エージエンシー

## 主題歌
オープニングテーマ - 『ダルタニアスの歌』
作詞 - 八手三郎 / 作曲 - 小林亜星 / 編曲 - 高田弘 / 歌 - 堀江美都子、こおろぎ'73、コロムビアゆりかご会
エンディングテーマ - 『剣人・男意気』
作詞 - あおいあきら / 作曲 - 小林亜星 / 編曲 - 高田弘 / 歌 - こおろぎ'73

## 各話リスト
| 話数   | 放送日         | サブタイトル                   | 脚本     | ストーリーボード | 演出       | 作画監督            | 登場怪獣など                                                              |
| ------ | -------------- | ------------------------------ | -------- | ---------------- | ---------- | ------------------- | ------------------------------------------------------------------------- |
| 第1話  | 1979年 3月21日 | 戦火の中に立ち上がれ!          | 五武冬史 | 高橋資祐         | 鹿島典夫   | 金山明博            | 監視ロボット                                                              |
| 第2話  | 3月28日        | 謎の第三ロボット               | 五武冬史 | 佐々木勝利       | 佐々木勝利 | 塩山紀生            | 監視ロボット                                                              |
| 第3話  | 4月4日         | 目覚めよ 銀河の獅子            | 五武冬史 | 菊池一仁         | 菊池一仁   | 佐々門信芳          | ベムボーグ・ダランチエ                                                    |
| 第4話  | 4月11日        | 剣人は未来の皇帝陛下           | 五武冬史 | 高橋資祐         | 広川和之   | 金山明博            | ベムボーグ・ゴーフン                                                      |
| 第5話  | 4月18日        | 七人の絆は固く                 | 五武冬史 | 佐々木勝利       | 佐々木勝利 | 坂本三郎            | ベムボーグ・ガルニス                                                      |
| 第6話  | 4月25日        | ガメロットここに登場           | 田口章一 | 高橋資祐         | 鹿島典夫   | 高橋資祐            | ベムボーグ・ゴゴンドル                                                    |
| 第7話  | 5月2日         | 剣人は自由に生きるんだ         | 五武冬史 | 菊池一仁         | 菊池一仁   | 金山明博            | ベムボーグ・ゲルゾム 寄生獣ガガン                                         |
| 第8話  | 5月9日         | お母さんが欲しい               | 辻真先   | 佐々木勝利       | 佐々木勝利 | 佐々門信芳          | ベムボーグ・ウツボラス                                                    |
| 第9話  | 5月16日        | 飛んで飛んでそして泣け         | 五武冬史 | 鹿島典夫         | 鹿島典夫   | 塩山紀生            | ベムボーグ・ガイガル                                                      |
| 第10話 | 5月23日        | 怒りのつぶて戦法               | 田口章一 | あおいあきら     | 広川和之   | 金山明博            | ベムボーグ・ガルガドン                                                    |
| 第11話 | 5月30日        | おいらは最後の江戸っ子だい     | 辻真先   | 菊池一仁         | 菊池一仁   | 坂本三郎            | ベムボーグ・ガルガン                                                      |
| 第12話 | 6月6日         | お姉ちゃんを救え・恐怖の宇宙病 | 五武冬史 | 佐々木勝利       | 佐々木勝利 | 佐々門信芳          | ベムボーグ・グルゾン                                                      |
| 第13話 | 6月13日        | 男はらぺこ涙の戦い             | 五武冬史 | 高橋資祐         | 鹿島典夫   | 金山明博            | ベムボーグ・ガラダーゴ                                                    |
| 第14話 | 6月20日        | もう一匹の仲間                 | 金子裕   | 佐々木勝利       | 佐々木勝利 | 坂本三郎            | ベムボーグ・ガニラ                                                        |
| 第15話 | 6月27日        | 祭太鼓だ宇宙の大将             | 五武冬史 | 菊池一仁         | 菊池一仁   | 塩山紀生            | ベムボーグ・ズルドー                                                      |
| 第16話 | 7月4日         | はねかえせ食いしん坊作戦       | 五武冬史 | 高橋資祐         | 鹿島典夫   | 高橋資祐            | ベムボーグ・ドライザー                                                    |
| 第17話 | 7月11日        | 学校には何がある               | 金子裕   | 佐々木勝利       | 佐々木勝利 | 佐々門信芳          | ベムボーグ・ザゾリス                                                      |
| 第18話 | 7月18日        | 顔じゃないよ心だよ             | 中原朗   | 菊池一仁         | 菊池一仁   | 金山明博            | ベムボーグ・クラーグ                                                      |
| 第19話 | 7月25日        | 宿題はベムボーグ採集           | 辻真先   | 鹿島典夫         | 鹿島典夫   | 坂本三郎            | ベムボーグ・ゼミナル                                                      |
| 第20話 | 8月1日         | 海中ハリケーン脱出不能         | 平山公夫 | 高橋資祐         | 広川和之   | 佐々門信芳          | ベムボーグ・ヒトデグロン                                                  |
| 第21話 | 8月15日        | 宇宙の戦士クレイタス           | 金子裕   | 佐々木勝利       | 佐々木勝利 | 金山明博            | ベムボーグ・バキュラ                                                      |
| 第22話 | 8月22日        | 特訓ロボ・涙の大変身           | 五武冬史 | 菊池一仁         | 菊池一仁   | 塩山紀生            | ベムボーグ・バライアン                                                    |
| 第23話 | 8月29日        | 銀河の虎ガスコン               | 五武冬史 | 高橋資祐         | 鹿島典夫   | 高橋資祐            | ベムボーグ・ザラス                                                        |
| 第24話 | 9月5日         | 悲しきベラリオスの涙           | 高浜千鶴 | 佐々木勝利       | 佐々木勝利 | 坂本三郎            | ベムボーグ・メライアン ベムボーグ・セドラ                                 |
| 第25話 | 9月12日        | 弾児に涙は似合わない           | 中原朗   | 鹿島典夫         | 鹿島典夫   | 佐々門信芳          | ベムボーグ・キューコング                                                  |
| 第26話 | 9月19日        | 総司令官クロッペンの挑戦       | 五武冬史 | 菊池一仁         | 菊池一仁   | 金山明博            | ベムボーグ・デスターク ベムボーグ・ジャガーボーグ                         |
| 第27話 | 9月26日        | ダルタニアス決死圏突破         | 平山公夫 | 生頼昭憲         | 鹿島典夫   | 坂本三郎            | ベムボーグ・テラガメドン                                                  |
| 第28話 | 10月10日       | ザール月基地へ大攻撃開始       | 五武冬史 | 佐々木勝利       | 佐々木勝利 | 佐々門信芳          | ベムボーグ・ダムダ ベムボーグ・デグ ボイダー将軍のベムボーグ              |
| 第29話 | 10月17日       | 火炎剣大パワーアップ作戦       | 中原朗   | 鹿島典夫         | 鹿島典夫   | 塩山紀生            | 人型ベムボーグ 馬型ベムボーグ 蝙蝠型ベムボーグ ツインボーグ・ユニトゲラス |
| 第30話 | 10月24日       | 宇宙からの花嫁志願             | 五武冬史 | 加瀬充子         | 加瀬充子   | 冨沢雄三            | ベムボーグ・シュルガ                                                      |
| 第31話 | 10月31日       | 地球へ向かう謎の奴隷船         | 五武冬史 | 菊池一仁         | 菊池一仁   | 金山明博            | ベムボーグ・キューブ ベムボーグ・ダドル ツインボーグ・キューム            |
| 第32話 | 11月7日        | さすらいの父・隼人の秘密       | 五武冬史 | 高橋資祐         | 鈴木行     | 坂本三郎            | ツインボーグ・ガルファ ツインボーグ・ダブルス                             |
| 第33話 | 11月14日       | 謎のクロッペンの正体           | 中原朗   | 鹿島典夫         | 鹿島典夫   | 佐々門信芳          | ツインボーグ・グロザルス                                                  |
| 第34話 | 11月21日       | おれは人間、地球の剣人だ       | 五武冬史 | 加瀬充子         | 加瀬充子   | 金山明博            | ツインボーグ・バローム                                                    |
| 第35話 | 11月28日       | 誇り高き反逆者・アール博士     | 五武冬史 | 菊池一仁         | 菊池一仁   | 坂本三郎            | ツインボーグ・ギャラバ                                                    |
| 第36話 | 12月31日       | たった一人の反乱軍             | 金子裕   | 佐々木勝利       | 鹿島典夫   | 塩山紀生            | ツインボーグ・ジョルカ                                                    |
| 第37話 | 12月12日       | パニックの港町                 | 五武冬史 | 鈴木行           | 鈴木行     | 金山明博            | ツインボーグ・シェラド                                                    |
| 第38話 | 12月19日       | 危うしハーリン・孤島の対決     | 五武冬史 | 冨沢雄三         | 加瀬充子   | 冨沢雄三            | ツインボーグ・ダララ                                                      |
| 第39話 | 12月26日       | 銀河に賭ける父・隼人           | 五武冬史 | 菊池一仁         | 菊池一仁   | 佐々門信芳          | カブト将軍のツインボーグ                                                  |
| 第40話 | 1980年 1月3日  | あばかれたクローンの秘密       | 五武冬史 | 高橋資祐         | 鈴木行     | 高橋資祐            | ツインボーグ・ザルダン ツインボーグ・ザーラ ツインボーグ・デスダークII    |
| 第41話 | 1月9日         | 裏切りの移動要塞               | 五武冬史 | 鹿島典夫         | 鹿島典夫   | 坂本三郎            | ツインボーグ・バルガー                                                    |
| 第42話 | 1月23日        | 人間クロッペン・新たなる戦い   | 五武冬史 | 加瀬充子         | 加瀬充子   | 金山明博            | ツインボーグ・デスダークIII ツインボーグ・ジンジャー                      |
| 第43話 | 1月30日        | 激闘・ダルタニアス対移動要塞   | 五武冬史 | 菊池一仁         | 菊池一仁   | 塩山紀生 佐々門信芳 | ネシア将軍のツインボーグ ザール地球攻撃軍移動要塞                         |
| 第44話 | 2月13日        | 出撃・アダルス基地             | 五武冬史 | 冨沢雄三         | 鈴木行     | 冨沢雄三            | ツインボーグ・ゾビュー                                                    |
| 第45話 | 2月20日        | 父よ、よみがえれ               | 五武冬史 | 鹿島典夫         | 鹿島典夫   | 神宮さとし          | ツインボーグ・ブロンゾル                                                  |
| 第46話 | 2月27日        | 嵐のザールへ、全艦発進せよ     | 五武冬史 | 松浦錠平         | 鈴木行     | 神宮さとし          | ドルメン専用ベムボーグ 要塞衛星ヘラ                                       |
| 第47話 | 3月5日         | ドルメンの悲劇                 | 五武冬史 | 菊池一仁         | 菊池一仁   | 塩山紀生            | ドルメン専用ベムボーグ2                                                   |

## 放送局
※放送日時は信越放送、宮崎放送以外、1980年3月終了時点、放送系列は放送当時のものとする。
| 放送地域   | 放送局           | 放送日時           | 放送系列                      | 備考                                                 |
| ---------- | ---------------- | ------------------ | ----------------------------- | ---------------------------------------------------- |
| 関東広域圏 | 東京12チャンネル | 水曜 19:30 - 20:00 | 独立局                        | 制作局 現・テレビ東京。                              |
| 北海道     | 北海道文化放送   | 金曜 17:00 - 17:30 | フジテレビ系列                | 1979年4月27日から1980年4月18日まで放送。             |
| 秋田県     | 秋田テレビ       | 火曜 17:00 - 17:30 | フジテレビ系列 テレビ朝日系列 |                                                      |
| 山形県     | 山形テレビ       | 木曜 16:30 - 17:00 | フジテレビ系列 テレビ朝日系列 |                                                      |
| 宮城県     | 東北放送         | 日曜 17:00 - 17:30 | TBS系列                       |                                                      |
| 福島県     | 福島中央テレビ   | 月曜 17:00 - 17:30 | 日本テレビ系列 テレビ朝日系列 |                                                      |
| 山梨県     | テレビ山梨       | 金曜 17:20 - 17:50 | TBS系列                       | 1980年3月21日まで放送                                |
| 新潟県     | 新潟放送         | 水曜 17:30 - 18:00 | TBS系列                       | 1980年4月2日まで放送                                 |
| 静岡県     | 静岡放送         | 木曜 17:30 - 18:00 | TBS系列                       | 1980年3月27日まで放送                                |
| 長野県     | 信越放送         | 月曜 17:00 - 17:30 | TBS系列                       |                                                      |
| 富山県     | 富山テレビ       | 木曜 16:50 - 17:20 | フジテレビ系列                | 1980年5月1日まで放送                                 |
| 石川県     | 北陸放送         | 月曜 17:00 - 17:30 | TBS系列                       | 1980年3月31日まで放送                                |
| 中京広域圏 | 中部日本放送     | 木曜 17:25 - 17:55 | TBS系列                       | 現・CBCテレビ 1980年3月6日まで放送                   |
| 京都府     | 近畿放送         | 水曜 18:30 - 19:00 | 独立局                        | 現・京都放送。 1980年3月26日まで放送                 |
| 兵庫県     | サンテレビ       | 水曜 18:30 - 19:00 | 独立局                        | 1980年3月26日まで放送                                |
| 和歌山県   | テレビ和歌山     | 水曜 18:30 - 19:00 | 独立局                        | 1980年3月19日まで放送                                |
| 岡山県     | 山陽放送         | 金曜 17:00 - 17:30 | TBS系列                       | 当時の放送エリアは岡山県のみ。 1980年3月14日まで放送 |
| 広島県     | 中国放送         | 金曜 17:00 - 17:30 | TBS系列                       |                                                      |
| 高知県     | テレビ高知       | 火曜 17:00 - 17:30 | TBS系列                       | 1980年4月15日まで放送                                |
| 福岡県     | テレビ西日本     | 土曜 18:00 - 18:30 | フジテレビ系列                |                                                      |
| 長崎県     | テレビ長崎       | 木曜 18:30 - 19:00 | フジテレビ系列 日本テレビ系列 | 1980年3月27日まで放送                                |
| 熊本県     | 熊本放送         | 水曜 17:30 - 18:00 | TBS系列                       | 1980年4月16日まで放送                                |
| 大分県     | 大分放送         | 金曜 17:20 - 17:50 | TBS系列                       | 1980年3月28日まで放送                                |
| 宮崎県     | 宮崎放送         | 金曜 17:30 - 18:00 | TBS系列                       | 本放送終了後に放送                                   |
| 鹿児島県   | 南日本放送       | 月曜 17:25 - 17:55 | TBS系列                       |                                                      |
| 沖縄県     | 沖縄テレビ       | 金曜 17:30 - 18:00 | フジテレビ系列                | 1980年3月21日まで放送                                |

## 漫画
テレビランド 1979年3月号 - 1980年3月号連載　作画：津原義明

## 映像ソフト化・再放送
映像ソフト化
2009年12月24日、初の映像商品化となる『未来ロボ ダルタニアス・コンプリートDVD』が、メディアネット ピクチャーズ（販売元：ソニー・ピクチャーズ エンタテインメント）より発売された。
またこれ以前にも、放送当時に発売された「DX超合金（世界の超合金）ダルタニアス」のCM映像が、2004年刊行の「超合金クロニクル」（バンダイビジュアル）のDVDに収録されている。
再放送
- 東映チャンネル…2002年8月 - 2003年1月、2015年11月 - 2016年4月、2017年9月 - 2018年3月
  - 1回目の放送のみ「スーパーロボット列伝」枠での放送。それ以降は「わくわく!!アニメタイム」枠での放送となる。

## ゲーム
以下のゲームに本作品のキャラクター・メカニックが登場している。
- シャッフルファイト（1992年10月9日発売）
- スーパーロボット大戦D（2003年8月8日発売）
- スーパーロボット大戦GC（2004年12月16日発売）
- スーパーロボット大戦XO（2006年11月30日発売）
- スーパーロボット大戦X-Ω（2015年10月5日配信） - 2017年1月のアップデートにより追加
- スーパーロボット大戦DD（2019年8月21日配信） - 2021年3月24日のアップデートにより追加